# Laurionite
La laurionite è un minerale.